# 塔斯卡羅拉 (內華達州)
塔斯卡羅拉（英語：Tuscarora）是位於美國內華達州埃爾科縣的非建制地區。

## 歷史
塔斯卡羅拉的郵局自1871年營運至今。

## 地理
塔斯卡羅拉所處的海拔為高於海平面1865米（即6119英呎），而該地所採用的時區為UTC-8，即太平洋时区（PST）。同時該地設有夏令時間，為UTC-8調快一小時，即UTC-7（PDT）。